# Eremobates scaber
Eremobates scaber är en spindeldjursart som först beskrevs av Kraepelin 1899.  Eremobates scaber ingår i släktet Eremobates och familjen Eremobatidae. Inga underarter finns listade i Catalogue of Life.